# James Kelleher
Hon. James „Jim“ Francis Kelleher, PC, QC (* 2. Oktober 1930 in Sault Ste. Marie, Ontario; † 2. Juni 2013 in Toronto, Ontario) war ein kanadischer Politiker der progressiv-konservativen Partei sowie zuletzt der Konservativen Partei Kanadas, der unter anderem im 24. kanadischen Kabinett zwischen 1984 und 1986 Minister für internationalen Handel sowie von 1986 bis 1988 Solicitor General war. Er war zwischen 1984 und 1988 Mitglied des Unterhauses sowie später von 1990 bis 2005 Bundessenator für Ontario.

## Leben
James Francis Kelleher begann nach dem Schulbesuch zunächst ein grundständiges Studium an der Queen’s University und schloss dieses 1952 mit einem Bachelor of Arts (B.A.) ab. Daraufhin begann er ein postgraduales Studium der Rechtswissenschaften an der Osgoode Hall Law School der York University, das er 1956 mit einem Bachelor of Laws (LL.B.) beendete. Er war daraufhin als Rechtsanwalt tätig und engagierte sich als Mitglied des Gemeinderates von Tarentorus.
Bei der Unterhauswahl am 4. September 1984 wurde er für die Progressiv-konservative Partei Kanadas im Wahlkreis Sault Ste. Marie mit 13.135 Stimmen zum Mitglied des Unterhauses von Kanada gewählt. Im daraufhin von Premierminister Brian Mulroney gebildeten 24. kanadischen Kabinett übernahm er am 17. September 1984 erstmals den Posten als Minister für internationalen Handel. Dieses Amt hatte er bis zum 29. Juni 1986 inne und wurde daraufhin von Pat Carney abgelöst. Im Zuge einer Kabinettsumbildung löste er am 30. Juni 1986 Perrin Beatty als Solicitor General ab und verblieb in diesem Amt bis zum 7. Dezember 1988, woraufhin wiederum Perrin Beatty den Posten geschäftsführend übernahm. Er erlitt bei der Unterhauswahl am 21. November 1988 im Wahlkreis Sault Ste. Marie mit 13.533 Stimmen eine Niederlage und wurde somit nicht wieder zum Mitglied des Unterhauses gewählt.
Am 23. September 1990 ernannte Premierminister Mulroney ihn als Vertreter der Progressive Conservative Party of Ontario zum Bundessenator für Ontario. Er gehörte dem Senat von Kanada bis zum 2. Oktober 2005 an und war unter anderem in der 34. Legislaturperiode (1990 bis 1993) sowie der 35. Legislaturperiode (1993 bis 1997) zeitweise Vize-Vorsitzender des Ständigen Ausschusses für auswärtige Angelegenheiten. In der 36. bis 38. Legislaturperiode (1997 bis 2005) war er Mitglied verschiedener Ständiger Ausschüsse sowie zuletzt zeitweilig Vize-Vorsitzender des Senatssonderausschusses für das Antiterrorismus beziehungsweise des Sonderausschusses für Terrorismus und öffentliche Sicherheit. Nach der Fusion der Progressiv-konservativen Partei mit der Kanadischen Allianz war er schließlich vom 2. Februar 2004 bis zum 2. Oktober 2005 Mitglied der Fraktion der Konservativen Partei Kanadas.